# Jan Kerekeš
Jan Kerekeš (Varaždin, 31. srpnja 1987.) hrvatski je kazališni, televizijski i filmski glumac i frontman hrvatskog metal sastava iz Varaždina, Cold Snapa. Sin je glumca Ljubomira Kerekeša.

## Filmografija

### Televizijske uloge
- "Dnevnik velikog Perice" kao Joža (2021.)
- "Dar mar" kao Ljubo Dobrila (2020. – 2021.)
- "Kad susjedi polude" kao Kruno (2018.)
- "Zlatni dvori" kao Ivan Đurđević (2016. – 2017.)
- "Crno-bijeli svijet kao razvodnik (2016.)
- "Tin... trideset godina putovanja... kao Krešimir Kovačić (2015.)
- "Vatre ivanjske" kao Tomo Magdić (2014. – 2015.)
- "Počivali u miru" kao Ilija (25.g.) (2013.)
- "Nedjeljom ujutro, subotom navečer" kao policajac (2012.)
- "Brak je mrak" (2012.)
- "Jugoslavenske tajne službe" kao Jovo Kapičić (2012.)
- "Provodi i sprovodi" kao Hristo (2011. – 2012.)
- "Najbolje godine" kao preprodavač (2011.)
- "Stipe u gostima" kao Mirek ( 2010.)
- "Bitange i princeze" kao Stanislav (2010.)
- "Stipe u gostima" kao veslač (2009.)
- "Zakon!" kao demonist #2 (2009.)
- "Mamutica" kao konobar Goran (2009.)
- "Dobre namjere" kao student (2008.)
- "Odmori se, zaslužio si" kao Kiki (2008.)

### Filmske uloge
- "Ufuraj se i pukni" kao Kruno (2019.)
- "Broj 55" kao Kruno (2014.)
- "Fleke" kao Zoki (2011.)
- "Čovjek ispod stola" kao policajac (2009.)
- "Ništa osobno" kao Roko (2009.)
- "Gdje pingvini lete" kao mladi Fjord/Ego (2008.)

### Sinkronizacija
- "Mačak u čizmama: Posljednja želja" kao beba medvjed (2022.)
- "DC Liga Super-ljubimaca" kao As (2022.)
- "Tom i Jerry" kao Terence Mendoza (2021.)
- "Rode" kao Junior (2016.)
- "Dobri dinosaur" kao Boro (2015.)
- "Kod kuće" kao Kruno (2015.)
- "Bijeg s planeta Zemlje" kao Gary Supernova, sivci #1, #2 i #3 (2014.)
- "Khumba" kao Khumba (2013.)
- "Hotel Transilvanija 1, 2, 3, 4" kao Ivica (2012., 2015., 2018., 2022.)
- "Pet legendi" kao Jan Mraz (2012.)
- "Čudovišna priča u Parizu" kao Emil (2011.)
- "Zoboomafoo" kao Martin Kratt (2009.)

## Diskografija

#### Cold Snap
- Mea Culpa (demo, 2005.)
- Empty Promises (2008.)
- Perfection (2010.)
- World War 3 (2013.)
- All Our Sins (TBA 2018.)

## Vanjske poveznice
- Jan Kerekeš u internetskoj bazi filmova IMDb-u (engl.)